# Mitsubishi UFJ Financial Group
Mitsubishi UFJ Financial Group, Inc. (MUFG; 株式会社三菱UFJフィナンシャル・グループ Mitsubishi Yūefujei Finansharū Gurūpu) (NYSE: MUFG) er en japansk bank- og finanskoncern med hovedsæde i Chiyoda, Japan.
Den er en af Japans tre megabanker. De øvrige to er Sumitomo Mitsui Financial Group og Mizuho Financial Group.
Koncernen havde aktiver for omkring 2.463 mia. US$ i 2013, hvilket gjorde den til Japans største bankkoncern og verden femtestørste.  Den er et af de væsentligste selskaber i Mitsubishi-konglomeratet. 

## Baggrund
Koncernen blev skabt 1. oktober 2005 ved en fusion mellem den Tokyo-baserede Mitsubishi Tokyo Financial Group (MTFG), tidligere Japans næststørste bank-konglomerat og den Osaka-baserede UFJ Holdings, som var Japans fjerdestørste bankkoncern.
De primære afdelinger Bank of Tokyo-Mitsubishi og UFJ Bank, blev sammenlagt 1. januar 2006 til Bank of Tokyo-Mitsubishi UFJ.

## Historie
Den finansielle koncerns historie går tilbage til 1880 under navnet Yokohama Specie Bank, som senere skiftede navn til Bank Of Tokyo. I 1880 blev også Mitsubishi Bank grundlagt af den tidligere samurai Yataro Iwasaki. I 1919 finansierede Mitsubishi Bank Mitsubishi-zaibatsu, som i dag bedst kendes gennem Mitsubishi Heavy Industries. I april 1996 fusionerede Mitsubishi Bank med Bank of Tokyo.
Juli 2004 tilbød UFJ Holdings en fusion med MTFG. Fusionen af de to bank-holdingselskaber var gennemført 1. oktober 2005. 
September 2008 underskrev MUFJ en aftale om at købe 20 % af amerikanske Morgan Stanley.

### UFJ Holdings
UFJ Holdings, Inc. (株式会社UFJホールディングス UFJ; Kabushiki kaisha yūefujei hōrudingusu) var den svageste af de fire store japanske bankkoncerner. "UFJ" en forkortelse for "United Financial of Japan" blev skabt 1. april 2001 ved en fusion mellem Toyo Trust (en del af Toyota Motor Corporation), Sanwa Bank, Tokai Bank og Toyo Trust and Banking.

## Koncernens datterselskaber
(1. januar 2006)
- The Bank of Tokyo-Mitsubishi UFJ, Ltd.
- Mitsubishi UFJ NICOS Co., Ltd., en kreditkortudsteder.
- Mitsubishi UFJ Trust and Banking Corporation
- Mitsubishi UFJ Securities Co., Ltd.
- Mitsubishi UFJ Securities International plc, (Storbritannien)
- Mitsubishi UFJ Information Technology
- UnionBanCal Corporation, holdingselskab for Union Bank of California
- The Senshu Bank, Ltd.
- UFJ Credit Co., Ltd.
- Toyo Hosho Services Co., Ltd.
- UFJ Strategic Partner Co., Ltd.
- UFJ Equity Investments Co., Ltd.
- UFJ Trust Equity Co., Ltd.
- NBL Co., Ltd.
- UFJ Business Finance Co., Ltd.
- Toyo Trust Total Finance Co., Ltd.
- MU Investment Co., Ltd.
- Mitsubishi UFJ Asset Management Co., Ltd.
- Mitsubishi UFJ Research and Consulting
- UFIT Co., Ltd.
- UFJ Capital Co., Ltd.
- UFJ Institute Ltd.
- UFJ Bank Canada, (Canada)
- UFJ Bank Nederland N.V., (Holland)
- Sanwa Capital Finance 1 Limited, (Cayman Islands)
- Sanwa Capital Finance 2 Limited, (Cayman Islands)
- UFJ Capital Finance 1 Limited, (Cayman Islands)
- UFJ Capital Finance 2 Limited, (Cayman Islands)
- UFJ Capital Finance 3 Limited, (Cayman Islands)
- UFJ Capital Finance 4 Limited, (Cayman Islands)
- UFJ Preferred Capital 1 Limited, (Cayman Islands)
- Tokai Preferred Capital Holdings Inc., (USA)
- Tokai Preferred Capital Company L.L.C., (USA)
- UFJ Finance Aruba A.E.C., (Aruba)
- Tokai Finance (Curaçao) N.V., (Hollandske Antiller)
- TTB Finance Cayman Limited, (Cayman Islands)
- UFJ Investments Asia Limited, (Cayman Islands)

## Besiddelser
- Chukyo Bank (39,9%)
- Gifu Bank (21,3%)
- Taisho Bank (25,9%)
- Central Leasing Co. (14%)
- Master Trust Bank of Japan (46,5%)
- Mobit Co. (50%)
- M&T Information Technology Co. (50%)
- Dah Sing Financial Holdings Limited (15,1%) (Hongkong)
- Morgan Stanley (22,4%) (USA)
- Chong Hing Bank (9,66%)
- Union Bank (100%) (USA)
- 19 andre selskaber.

## Største aktionærer
31. marts 2010
| Japan Trustee Services Bank         | 7.47 % |
| The Master Trust Bank of Japan      | 4.44 % |
| Nippon Life Insurance Company       | 2.01 % |
| ADR                                 | 1.94 % |
| State Street Bank                   | 1.53 % |
| State Street Bank                   | 1.27 % |
| Meiji Yasuda Life Insurance Company | 1.23 % |
| The Chase Manhattan Bank            | 1.14 % |
| Toyota Motor Corporation            | 1.05 % |